# Маховальд, Миша
Мишель (Миша) Маховальд (англ. Michelle (Misha) Mahowald; *1963 — †1996, Миннеаполис, штат Миннесота) — американская учёная-биолог, один из пионеров в области инженерной нейробиологии.

## Биография
В своем девичьем дневнике она использовала имя Миша, а позже приняла его как официальное имя. После окончания школы Миша поступила в Калифорнийского Технологического Института (англ. California Institute of Technology), закончив его с дипломом в области биологии в 1985. Она продолжила обучение в этом институте как аспирант (англ. PhD student) под руководством профессора Карвер Мид (англ. Carver Mead), специалиста в области компьютерных технологий. Работа Миши Маховальд сочетала области биологии, компьютерные технологии, схемотехники в попытке создать силиконовую сетчатку (англ. silicon retina).
В основе работы силиконовой сетчатки Маховаль лежат электрические цепи, которые моделируют биологические функции палочек и колбочек в сетчатке глаза. Изобретение Маховальд было не только оригинальным и полезным как устройство для восстановления зрения слепых, но и было одним из крупных достижений того времени в области схемотехники и биологической инженерии. Маховальд получила степень доктора в области вычислительной нейробиологии в 1992 году. Статьи Миши Маховальд по силиконовой сетчатке и силиконовому нейрону были опубликованы в таких престижных научных журналах как Scientific American и Nature. Также Миша Маховальд является автором четырех патентов в этой области и лауреатом премии под названием Clauser Prize за ее докторскую работу. Дополненная версия докторской диссертации Маховальд  была опубликована в книжной форме.
Впоследствии Миша Маховальд переехала работать в университет Оксфорд на один год, где она работала с известными нейробиологами Кеваном Мартином (англ. Martin Kevan) и Родни Дугласом (англ. Rodney Douglas). После завершения этого проекта Маховальд переехала в Цюрих, где она принимала участие в учреждении института нейроинформатики (англ. Institute of Neuroinformatics), исследовательского института, задачи которого заключаются в открытии основных принципов работы мозга и применения этих знаний в разработке искусственных систем, которые сознательно взаимодействуют с реальным миром.
Как и много других гениев, Маховальд была сложной личностью, с конфликтующими эмоциями. В 1996 она стала членом союза «Женщины в технологиях» (англ. Women in Technology International (WITI) и внесена в зал славы (англ. Hall of Fame).
Миша Маховальд умерла в том же году в Цюрихе в возрасте 33 лет.

## Публикации
В приведенном списке публикаций Миши Маховальд представлены статьи с 1989 года до наших дней. Ее имя продолжает появляться в научных статьях даже после ее смерти в знак признания ее вклада в эти работы.

### 2000
- R. Hahnloser, R. Sarpeshkar, Mahowald M., R. J. Douglas and S. Seung: «Digital selection and analog amplification co-exist in an electronic circuit inspired by neocortex», Nature, 405: 947—951, 2000

### 1999
- R. J. Douglas, C. Koch, M. A. Mahowald and K. A. C. Martin: «Recurrent excitation in neocortical circuits», Cerebral Cortex, Plenum Press, 1999
- R. J. Douglas, M. A. Mahowald and A. M. Whatley: «Strutture di Comunicazione Nei Sistemi Analogici Neuromorfi [Communications Infrastructure for Neuromorphic Analog Systems]», Frontiere della Vita, 3: 549—560, D. J. Amit and G. Parisi (Eds.), Enciclopedia Italiana, 1999
- R. Hahnloser, R. Douglas, Mahowald M. and K. Hepp: «Feedback interactions between neuronal pointers and maps for attentional processing», Nature Neuroscience, 2: 746—752, 1999
- P. Häfliger and Mahowald M.: «Weight vector normalization in an analog VLSI artificial neuron using a backpropagating action potential», Learning in silicon, G. Cauwenbergh (Ed.), Kluwer Academics, 1999
- P. Häfliger and Mahowald M.: «Spike based normalizing hebbian learning in an analog VLSI artificial neuron», Analog Integrated Circuits and Signal Processing, 18:(2/3) 133—140, Feb, 1999

### 1998
- P. Häfliger and Mahowald M.: «Weight vector normalization in an analog VLSI artificial neuron using a backpropagating action potential», Neuromorphic Systems, Engineering from Silicon Neurobiology:16, 191—196, L. S. Smith and A. Hamilton (Eds.), World Scientific, 1998
- C. Rasche, R. Douglas and M. Mahowald, «Characterization of a Pyramidal Silicon Neuron», Neuromorphic Systems: Silicon Engineering from Neurobiology:14, 169—177, L. S. Smith and A. Hamilton (Eds.), World Scientific, 1998

### 1996
- R. Douglas and Mahowald M.: «Design and fabrication of analog VLSI neurons», Methods in Neuronal Modelling: From Synapses to Networks, C. Koch and I. Segev (Eds.), MIT press, 1996
- R. J. Douglas, M. A. Mahowald and K. A. C. Martin: «Microarchitecture of Neocortical Columns», Brain theory — biological basis and computational principles, 75-95, A. Aertsen and V. Braitenberg (Eds.), Elsevier Science, 1996
- R. J. Douglas, M. A. Mahowald and K. A. C. Martin: «Neuroinformatics as explanatory neuroscience», Neuroimage, 4: 25-28, 1996
- R. J. Douglas, M. A. Mahowald, K. A. C. Martin and K. J. Stratford: «The role of synapses in cortical computation», Journal of Neurocytology, 25: 893—911, 1996
- P. Häfliger, Mahowald M. and L. Watts: «A spike based learning neuron in analog VLSI», Advances in neural information processing systems, 9: 692—698, 1996

### 1995
- R. Douglas and Mahowald M.: «A Constructor set for Silicon Neurons», An Introduction to Neural and Electronic Networks:14 277—296, S. F. Zornetzer, J. L. Davis, C. Lau and McKenna T. (Eds.), Academic Press, 1995
- R. Douglas and Mahowald M.: «Silicon Neurons», The Handbook of Brain Theory and Neural Networks 282—289, Arbib M. (Ed.), MIT Press, 1995
- R. Douglas, Mahowald M. and C. Mead: «Neuromorphic Analog VLSI», Annual Review of Neuroscience, 18: 255—281, 1995
- R. J. Douglas, C. Koch, Mahowald M., K. A. C. Martin and H. H. Suarez: «Recurrent Excitation in Neocortical Circuits», Science, 269: 981—985, 1995

### 1994
- R. J. Douglas, M. A. Mahowald and K. A. C. Martin, «Hybrid analog-digital architectures for neuromorphic systems», Neural Networks, 1994 IEEE World Congress on Computational Intelligence, 3: 1848—1853, IEEE, 1994

### 1989
- Mahowald M. and T. Delbrück: «Cooperative stereo matching using static and dynamic image features», Analog VLSI Implementation of Neural Systems, 213—238, C. Mead and Ismail M. (Eds.), Kluwer Academic Publishers, 1989[5]